# Rochefort-en-Yvelines
Rochefort-en-Yvelines – miejscowość i gmina we Francji, w regionie Île-de-France, w departamencie Yvelines.
Według danych na rok 1990 gminę zamieszkiwały 783 osoby, a gęstość zaludnienia wynosiła 62 osób/km² (wśród 1287 gmin regionu Île-de-France Rochefort-en-Yvelines plasuje się na 685. miejscu pod względem liczby ludności, natomiast pod względem powierzchni na miejscu 254.).